# Elsword
Az Elsword (koreaiul: 엘소드) egy ingyenesen játszható internetes szerepjáték, amelyet a dél-koreai KOG Studios fejlesztett. A játék 2007. december 27-én jelent meg Dél-Koreában, 2010. július 30-án Japánban és 2011. május 4-én Észak-Amerikában. Az Elsword a KOG Studios előző játékának, a Grand Chase folytatása, hatszáz évvel annak eseményei után játszódik. A játéknak Dél-Koreában, Észak-Amerikában, Tajvanon, Japánban, Hongkongban, Németországban, Franciaországban, Olaszországban és Kínában vannak szerverei.
A Elsword-ot Japánban Mami, a Scandal pop rock együttes szólógitárosa népszerűsítette, Daisy-nek, az egyik nem játszható karakternek is ő kölcsönzi a hangját. Az együttesének Hi-Hi-Hi című száma betétdalként bekerült a játékba, számos a zenekarral kapcsolatos tárgy kíséretében.

## Játszható karakterek
Elsword (엘소드)

Szinkronhangja: Csong Jumi (Jeong Yu-mi)
Elsword egy céltudatos, de forrófejű fiatal kardforgató, akit a Crimson Knights parancsnoka, (aki egyébként a nővére) Elesis képzett ki. Elesis otthagyta öccsét, hogy teljesítse a küldetést, és sose tért vissza. A fiatal harcosnak így most a kis csapat vezetőjeként két célja van: megtalálni az El-eket (mágikus ékkövek), és a nővérét.
Aisha (아이샤)

Szinkronhangja: I Dzsijong (Rhee Ji-yeong)
Aisha már 12 évesen egy magas rangú varázsló volt, amíg egy baljóslatú erejű gyűrű elvette képességeit. Intelligens és pimasz, csatlakozott a csoporthoz, célja hogy újra megtanulja a képességeket, amelyeket elveszített a gyűrű.
Rena (레나)

Szinkronhangja: Csong Miszuk (Jeong Mi-sook)
Rena egy elf, aki a halandók világában él. Létezése a világban veszélyeztetve van az El kövek gyengülése miatt.
Raven (레이븐)

Szinkronhangja: Pak Szongthe (Bak Seong-tae)
Eve (이브)

Szinkronhangja: U Dzsongsin (Woo Jeong-shin)
Chung (청)

Szinkronhangja: Jang Dzsonghva (Yang Jeong-hwa)
Ara Haan (아라 한)

Szinkronhangja: Jo Mindzsong (Yeo Min-jeong)
Elesis (엘리시스)

Szinkronhangja: Jun Jodzsin (Yoon Yuh-jin)
Add (애드)

Szinkronhangja: Csong Dzsehon (Jeong Jae-heon)
Új karakterek:

Lu (루)

Szinkronhangja: Kim Hjondzsi (Kim Hyeon-ji)
Ciel (시엘)

Szinkronhangja: Kim Jonszon (Kim Yeon-seon)